# 80-й отдельный сапёрный батальон
80-й отдельный сапёрный батальон — воинская часть, инженерных войск, РККА в Вооружённых Сил СССР, во время Великой Отечественной войны. Во время войны наименование 80-й отдельный сапёрный батальон имели четыре формирования.

## 80-й отдельный сапёрный батальон10-го ск(I)
В составе действующей армии с 22 июня по 12 августа 1941 года.
Входил в состав 10-го стрелкового корпуса. Был прикомандирован к управлению начальника строительства № 107, строил оборонительные сооружения в районе Юдренай, около станции Плунге. На 24 июня 1941 года получил задачу сосредоточиться в лесу южнее Нумшяй. На 26 июня 1941 года находился в резерве командира 10-го стрелкового корпуса, решал специальные задачи в полосе действий 10-й стрелковой дивизии и готовил контратаку в направлении северной и северо-восточной окраин Риги и в направлении Дудумы. На 5 июля 1941 года на возведении полосы обороны в районе Пярну, устье реки Пернава, Вильянди, одной ротой в районе Мустла в распоряжении 22-й мотострелковой дивизии войск НКВД.
Вероятнее всего уничтожен в Эстонии.

## 80-й отдельный сапёрный батальон98-й сд(II)
В составе действующей армии с 4 августа по 23 сентября 1942 года и с 15 декабря 1942 по 16 апреля 1943 года.
Входил в состав 98-й стрелковой дивизии.
14.06.1943 преобразован в 99-й гвардейский отдельный сапёрный батальон.

## 80-й отдельный сапёрный батальон5-го гв. мк
В составе действующей армии с 9 января по 26 января 1943 года.
Входил в состав 6-го механизированного корпуса, впоследствии 5-го гвардейского механизированного корпуса.
26.01.1943 года преобразован в 68-й гвардейский отдельный сапёрный батальон.

## 80-й отдельный сапёрный батальон127-го лгск
В составе действующей армии с 16 февраля по 11 мая 1945 года.
Входил в состав 127-го лёгкого горнострелкового корпуса.